# Jean-Louis de La Marthonie de Caussade
Pour les articles homonymes, voir La Marthonie.
Jean-Louis de La Marthonie de Caussade, né à Périgueux vers 1712, et mort à Paris le 3 février 1779, est un ecclésiastique français, évêque de Poitiers de 1748 à 1759, puis évêque de Meaux jusqu'à sa mort en 1779.

## Biographie
Jean-Louis de La Marthonie de Caussade est le 3e fils et homonyme de Jean-Louis de La Marthonie, seigneur de Caussade, et d'Aimée de David de Lastours (teste en 1727). 
Cadet destiné à l'Église, élève du séminaire Saint-Sulpice et docteur de théologie en Sorbonne en 1742, on le dénomme « l'abbé de Caussade ». Il devient l'aumônier de Madame Adélaïde de France. 
Il est désigné comme évêque de Poitiers en 1748, confirmé le 21 avril 1749 et consacré en mai suivant par Louis-Jacques d’Audibert de Lussan, l'archevêque de Bordeaux. Le 7 avril 1753, il reçoit en commende l'abbaye Saint-Antoine-et-Saint-Pierre de Lézat-sur-Lèze. « Pieux, instruit mais froid… il déplut et se déplut à Poitiers » et il obtient son transfert à l'évêché de Meaux en 1759.
Nommé évêque de Meaux, il reçoit ses bulles pontificales le 9 avril 1759. Il est également pourvu la même année en commende de l'abbaye d'Auberive. Il n'est guère populaire non plus dans son nouveau diocèse où, en 1767, il accède aux exigences de la commission des réguliers contre les Trinitaires et où, en 1773, il se fait attribuer en sus l'abbaye de Lagny. Il meurt à Paris le 3 février 1779 et il est inhumé dans l'église Saint-Sulpice.